# Love's Old Sweet Song (film 1917)
Love's Old Sweet Song è un film muto del 1917 diretto da F. Martin Thornton.

## Trama
La moglie di un musicista spara all'amante. La donna, pentita, si fa suora. Anni dopo, sua figlia si innamorerà del figlio del suo vecchio amante.

## Produzione
Il film fu prodotto dalla Clarendon.

## Distribuzione
Distribuito dalla New Bio, il film uscì nelle sale cinematografiche britanniche nel giugno 1917.